# Alectroenas
Alectroenas — рід голубових. Містить 5 видів.

## Поширення
Нині живі види широко поширені по островах у західній частині Індійського океану. Середовище проживання — вічнозелені острівні ліси. 

## Морфологія
Статура округла. Ці птахи лише трохи більше, ніж горлиця. Мають порівняно довгі крила і хвости.

## Поведінка
Це деревні птахи. Споживають ягоди і фрукти.